# Siegrun Siegl
Siegrun Siegl (nascida Thon; Apolda, 29 de outubro de 1954) é uma ex-atleta alemã, campeã olímpica pela Alemanha Oriental em Montreal 1976.
Especializada no pentatlo e no salto em distância, quebrou o recorde mundial deste último em Dresden, em maio de 1976, saltando 6,99 metros. Poucos meses depois, nos Jogos de Montreal, chegou apenas sexta na prova, mas conquistou a medalha de ouro no pentatlo.
Após Montreal, Siegrun dedicou-se apenas ao salto em distância. Em 1979, venceu o Campeonato Europeu de Atletismo em Pista Coberta, em Viena. No ano seguinte, nos Jogos Olímpicos de Moscou, conseguiu apenas o quinto lugar.
Seu salto de 6,99 m acabou sendo o melhor de sua carreira e ainda hoje é o sétimo melhor de atletas alemãs em todos os tempos.